# クリザン・ダ・クルス・ケイロス・バルセロス
クリザン（Cryzan）こと、クリザン・ダ・クルス・ケイロス・バルセロス（Cryzan da Cruz Queiroz Barcelos, 1996年7月7日 - ）は、ブラジル・サンパウロ州スド・メンヌーシ出身のサッカー選手。山東泰山足球倶楽部所属。ポジションはフォワード。

## 経歴
サンパウロ州のスド・メンヌーシで生まれ、グレミオ・バルエリでプレーした後、2013年2月にアトレチコ・パラナエンセのユースに加入した。2015年1月、U-23に初昇格すると、クラブと3年契約を結んだ。
カンペオナート・パラナエンセで5得点を挙げた後、2015年7月19日、シャペコエンセとのホーム戦で先発出場し、セリエAデビューを果たした。
2017年、アトレチコ・パラナエンセからベルギーのサークル・ブルッヘに期限付き移籍をした。
2018年8月22日、サウジアラビアのアル・バーティンFCに加入した。
2022年、CDサンタ・クララから中国超級の山東泰山足球倶楽部に移籍した。